# Listă de actrițe - I
|  | Listă de actrițe \| \| Listă de actrițe - I \| Liste alfabetice de actori și actrițe \| Listă de actori A - B - C - D - E - F - G - H - I - J - K - L - M - N - O - P - Q - R - S - T - U - V - W - X - Y - Z |

## Actrițe - I
| - Frieda Inescort (1900 - 1976) - Im Su-jeong - Francesca Inaudi | - Laura Innes - Jill Ireland (1936 - 1990) - May Irwin (1862 - 1938) | - Amy Irving (* 1953) - Rosalind Ivan (1881 - 1959) |

## Actori
|  | Listă de actori \| \| Listă de actrițe \| Liste alfabetice de actori și actrițe \| Listă de actori A - B - C - D - E - F - G - H - I - J - K - L - M - N - O - P - Q - R - S - T - U - V - W - X - Y - Z |